# Дорофеев, Николай Васильевич
Никола́й Васи́льевич Дорофе́ев (22 января 1896 года — 6 сентября 1959 год) — советский военачальник, генерал-лейтенант, участник Гражданской, советско-финской и Великой Отечественной войн, генерал-лейтенант (1945).

## Биография
Родился 22 января 1896 года в Санкт-Петербурге.
В Русской императорской армии с 1915 года, командир взвода, затем командир батареи 38-го мортирного дивизиона.
В РККА с июля 1919 года. Член ВКП(б) с 1931 года.
Участник Гражданской войны. С июля 1919 года — командир взвода 2-й батареи Копорского боевого участка. С декабря 1919 года проходил службу в 56-й стрелковой дивизии: командир взвода 1-го легкого дивизиона 56-й стрелковой дивизии, с января 1920 года - заведующий химической обороной, с июля 1920 года - адъютант, с октября 1920 года - начальник разведки, с апреля 1921 года - начальник штаба артиллерийского дивизиона, с августа 1922 года - вновь адъютант, с января 1924 года - помощник начальника штаба артиллерийского дивизиона.
В июле 1925 года назначается начальником штаба артиллерийского полка 43-й стрелковой дивизии. В 1929 и в 1931 годах окончил артиллерийские курсы усовершенствования командного состава. С января 1931 года - командир артиллерийского полка 2-й Кавказской стрелковой дивизии, с мая 1932 года - командир 60-го артиллерийского полка Киевского военного округа.
С апреля 1938 по февраль 1941 года - начальник 1-го Киевского артиллерийского училища.
С февраля 1941 года - командующий артиллерией 8-й армии Прибалтийского Особого военного округа.
Великая Отечественная война
Начало войны встретил в прежней должности.
Умело организовал прикрытие артиллерией соединений 8 Армии, маневрируя 47-м корпусным артиллерийским полком и 73-м корпусным артиллерийским полком — армейскими частями, находящимися в его распоряжении.
В сентябре 1941 года назначен на должность начальника штаба артиллерии Ленинградского фронта. Находясь в этой должности организовал артиллерийское руководство и управление в обороне города Ленинграда и лично руководил артиллерийской обороной Центрального сектора. В результате умелого руководства и организации взаимодействия с пехотой, противник на подступах к Пулковским высотам был разгромлен и остановлен.
По его инициативе и под его руководством в решающие дни боёв за город Ленинград были созданы 7 противотанковых полков, которые образовали мощный противотанковый пояс вокруг Ленинграда и на его подступах, о который разбились все попытки противника прорваться к городу Ленинграду.
Во время наступления противника на Волхов в декабре 1941 года Дорофеев Н.В. был назначен Командующим артиллерией 54-й армии.
Умело и организованно в тесном взаимодействии с танками и пехотой провёл артиллерийское наступленние по прорыву обороны противника на рубеже Погостье, Шала, Жарок. Обеспечил ввод в прорыв 4-го гвардейского корпуса в общем нарпавлении на Любань.
В итоге операции приказом ВС 54-й армии № 0185-42 г. всему личному составу объявлена благодарность. Дорофеев представленн к Правительственной награде.
Из наградного листа:

…В результате наступательных операций, проведённых 54-й армией за 1942—1943 годы при правильно организаванной Дорофеевым совместной работы и взаимодействия пехоты с артиллерией — были взяты трофеи: орудий — 95, миномётов — 330, пулемётов — 771, пистолетов-пулемётов — 247, винтовок — 3915 и т. д.
За проявленную отвагу в боях за умелое руководство артиллерийскими массами, за нанесение с начала Отечественной войны большого урона противнику тов. Дорофеев вполне достоин награждения орденом «Красное Знамя».

Командующий войсками 54-й армии 

генерал-майор Рогинский С. В.
7 мая 1943 года — 
С октября 1943 по сентябрь 1945 года - командующий артиллерией 59-й армии.
Послевоенная карьера
С сентября 1945 по май 1946 года - командующий артиллерией Ставропольского военного округа. С мая 1946 по февраль 1947 года - командующий артиллерией Северо-Кавказского военного округа. С февраля 1947 года - начальник Управления ремонта и снабжения артиллерийским вооружением Главного артиллерийского управления. В 1951 году окончил Высшие академические курсы при Высшей военной академии имени К.Е. Ворошилова. С июня 1951 по декабрь 1955 года - командующий артиллерией Северной группы войск. С декабря 1955 по январь 1956 года находился в распоряжении Главнокомандующего Сухопутными войсками.
Уволен в запас приказом Министра обороны СССР № 0428 от 26 января 1956 года.
Умер 6 сентября 1959 года. Похоронен на Новодевичьем кладбище Москвы.
Воинские звания
Комбриг (17.05.1939);
Генерал-майор артиллерии (04.06.1940);
Генерал-лейтенант артиллерии (11.07.1945).

## Награды
- Орден Ленина (21 февраля 1945 года);
- 4 ордена Красного Знамени (16.11.1943, 03.11.1944, 18.11.1944, 15.11.1950);
- Орден Суворова 2-й степени (2 ноября 1944 года);
- Орден Кутузова 2-й степени (26 августа 1944 года);
- Орден Отечественной войны 2-й степени (21 февраля 1944 года);
- Орден Красной Звезды (23.02.1941)
- Медаль «За оборону Ленинграда» (22.12.1942);
- Медаль «За победу над Германией в Великой Отечественной войне 1941—1945 гг.» (09.05.1945);
- Медали;
- Нагрудный знак "За отличную артиллерийскую стрельбу";
- Орден "Возрождения Польши" 3-го класса - Командорский крест (ПНР).